# Alžirska rukometna reprezentacija
Alžirska rukometna reprezentacija predstavlja državu Alžir u športu rukometu.
Krovna organizacija:

## Nastupi naAP
- prvaci: 2014., 1996., 1989., 1987., 1985., 1983., 1981.,
- doprvaci: 2012., 2002., 2000., 1998., 1994., 1991., 1976.
- treći: 2020, 2010., 2008. 1992., 1979.